# Всё решает мгновение
«Всё решает мгновение» — советский художественный фильм режиссёра Виктора Садовского, снятый на киностудии «Ленфильм» в 1978 году. Премьера состоялась в июле 1979 года.

## Краткое содержание
Надя Привалова (Галина Беляева), 15-летняя пловчиха-самородок из провинциального городка Приморска, выросла у моря. Под руководством тренера Варенцова (Александр Абдулов) она училась плаванию вместе с дельфином по имени Фрегат и с лёгкостью била рекорды на тренировках, но, попав в сборную СССР по плаванию, на международных соревнованиях при заполненных трибунах она не может преодолеть барьер страха.
Кульминация фильма происходит во время чемпионата Европы по водным видам спорта 1977 года в Швеции. Привалова отказывается плыть в комбинированной эстафете 4×100 метров, и более опытная Зоя Круглова, которую Надя попросила выступить вместо себя на последнем этапе, приносит победу сборной СССР. После этого Привалова вне зачёта результата и без давления зрителей в пустом бассейне проплывает 100 метров вольным стилем на секунду быстрее мирового рекорда.

## В главных ролях
- Галина Беляева — Надя Привалова
- Ольга Агеева — Зоя Круглова, пловчиха сборной СССР
- Борис Зайденберг — Александр Васильевич Палинов, главный тренер сборной СССР по плаванию
- Наталья Фатеева — Елена Павловна Рыжова, тренер сборной по плаванию

## В ролях
- Александр Абдулов — Виктор Васильевич Варенцов, первый тренер Нади
- Александр Демьяненко — Мартынов Николай Иванович, администратор сборной
- Анатолий Папанов — Матвей Захарович, дед Нади
- Николай Озеров — Николай Николаевич, спортивный комментатор
- Андрей Данилов — Костик Чекалов, пловец сборной
- Алексей Васильев — «Леденец», Витя Леденцов, пловец сборной
- Борис Коковкин — Семёныч, старый тренер
- Ножери Чонишвили — Гико, бармен
- Пётр Шелохонов — Матвеев, начальник из спорткомитета СССР

## В эпизодах
- Н. Батова
- Е. Рахманова
- В. Абросимов
- Ирина Попова
- М. Миронова
- Елена Аржаник — Иришка Таманцева, пловчиха сборной (в титрах не указана)
- Виктор Карасёв (в титрах не указан)
- Михаил Поляк — парень, дающий Варенцову сигарету (в титрах не указан)

## Съёмочная группа
- Сценарий — Валентин Ежов, Анатолий Салуцкий, Виктор Садовский
- Режиссёр-постановщик — Виктор Садовский
- Главный оператор — Виктор Карасёв
- Главный художник — Борис Бурмистров
- Композитор — Александр Журбин
- Текст песни — Роберта Рождественского

## Отражение реальных событий в фильме
Кульминация сюжета фильма происходит во время чемпионата Европы по водным видам спорта в Швеции, который действительно проходил в Йёнчёпинге в августе 1977 года. В фильме использованы кадры с реальных соревнований на чемпионате Европы. Однако все результаты и спортсмены являются вымышленными. У женщин в плавании все золотые медали, включая комбинированную эстафету, выиграли пловчихи ГДР. Лишь на дистанциях 100 и 200 метров брассом первой стала 13-летняя пловчиха из Ленинграда Юлия Богданова, которую можно считать частично прообразом главной героини фильма Нади Приваловой (при этом главная героиня фильма специализировалась в плавании вольным стилем).

## Музыка в фильме
- В начале фильма звучит закадровая песня «Цена быстрых секунд» композитора Александра Журбина на стихи поэта Роберта Рождественского («Забурлит очень скоро в бассейне вода,/ Прозвучали команды сухие…»)[1] в исполнении Александра Хочинского. В конце фильма звучит та же закадровая песня в исполнении Таисии Калинченко.

## Призы и награды
- Приз Федерации плавания СССР на XI ВКФ в Ереване (1978)
- Приз «Серебряная медаль» на VII ВФ спортивных фильмов в Ленинграде (1979)
- Приз Спорткомитета г. Ашхабада на XII ВКФ в Ашхабаде (1979)